# Nellie A. Brown
Nellie Adalesa Brown (1876 - 1956) fue una botánica e investigadora del gobierno estadounidense. Gran parte de su investigación se centró en fitopatología. Mientras trabajaba con Charles Orrin Townsend como asistentes para Erwin Frink Smith, Brown y su colegas describen Agrobacterium tumefaciens, el organismo responsable de la cofrona de agallas en 1907. También se identificaron métodos de mitigación.

## Vida y carrera
Brown se graduó de la Universidad de Míchigan en 1901, donde estudió botánica. Mientras hace el trabajo de posgrado en la Universidad de California, Brown se convirtió en un miembro del Torrey Botanical Society. Después de enseñar la ciencia en las escuelas secundarias de Michigan y Florida durante 5 años, Brown se convirtió en un investigador científico en Fitopatología en el Departamento de Agricultura de Estados Unidos, Oficina de Industria de Plantas 1.906-1910.
Brown fue nombrado asistente patólogo vegetal de 1910-1925 y apareció como el segundo autor de dos estudios importantes sobre la corona de agallas en las plantas realizadas por Erwin Frink Smith en 1911 y 1912. De 1915 a 1918 comenzó a estudiar las enfermedades bacterianas en la lechuga, y, finalmente, la investigación fue publicada bajo su propio nombre. En 1924 investigó el tumor del tallo de la manzana, que diferenció de la corona de agallas.
A mediados de los años veinte, Brown fue promovido al patólogo adjunto, cargo que mantendría hasta su jubilación en 1941.
- La abreviatura «N.A.Br.» se emplea para indicar a Nellie A. Brown como autoridad en la descripción y clasificación científica de los vegetales.[8]